# Dipoena rita
Espèce
Dipoena rita est une espèce d'araignées aranéomorphes de la famille des Theridiidae.

## Distribution
Cette espèce est endémique d'Arizona aux États-Unis,. Elle se rencontre dans les Santa Rita Mountains.

## Description
La femelle holotype mesure 2,3 mm.

## Étymologie
Son nom d'espèce lui a été donné en référence au lieu de sa découverte, les Santa Rita Mountains.

## Publication originale
- Levi, 1953 : Spiders of the genus Dipoena from America north of Mexico (Araneae, Theridiidae). American Museum Novitates, no 1647, p. 1-39 (texte intégral).